# Enischnispa
Enischnispa is een geslacht van kevers uit de familie bladkevers (Chrysomelidae).
De wetenschappelijke naam van het geslacht werd in 1957 gepubliceerd door Gressitt.

## Soorten
- Enischnispa calamella Gressitt, 1990
- Enischnispa calamivora (Gressitt, 1957)
- Enischnispa daemonoropa Gressitt, 1963
- Enischnispa palmicola Gressitt, 1963
- Enischnispa rattana Gressitt, 1960